# Laval-de-Cère

Laval-de-Cère este o comună în departamentul Lot din sudul Franței. În 2009 avea o populație de 344 de locuitori.

## Evoluția populației
| An        | 1975 | 1982 | 1990 | 1999 | 2006 | 2009 |
| --------- | ---- | ---- | ---- | ---- | ---- | ---- |
| Populație | 593  | 460  | 391  | 322  | 340  | 344  |